# Оксазепам
Оксазепа́м (Oxazepamum) — лекарственное средство класса бензодиазепинов. В России выпускается под торговыми названиями «тазепам» и «нозепам».

## История
Оксазепам, метаболит диазепама, был синтезирован в 1961 году Беллом.

## Общие сведения
По строению и фармакологическим свойствам сходен с хлордиазепоксидом и диазепамом, однако оказывает менее резкое действие, чем диазепам. Оксазепам несколько менее токсичен, его миорелаксирующий эффект менее выражен, противосудорожные свойства слабые. В некоторых случаях переносится лучше, чем диазепам и хлордиазепоксид.
Применяют при неврозах, психопатиях, неврозоподобных и психопатоподобных состояниях, а также при нарушениях сна и судорожных состояниях.
Применение препарата в больших дозах может сопровождаться сонливостью, мышечной слабостью, вялостью, пошатыванием при ходьбе. Кроме того, возможны аллергические реакции и диспепсические явления. В таких случаях уменьшают дозу или отменяют препарат.
Противопоказания и меры предосторожности такие же, как при лечении хлордиазепоксидом.

## Производители
- Органика — нозепам